# Wendy Aminta
Wendy Paulus-Aminta is een Surinaams diplomaat. Ze is sinds 2022 ambassadeur in Cuba.

## Biografie
Wendy Aminta werd op 25 september 2020 samen met Qi-Chun Zhang beëdigd tot plaatsvervangend lid van het Onafhankelijk Kiesbureau.
Op 15 februari 2022 keurde de regeringsraadsvergadering haar voordracht ook goed tot ambassadeur voor Cuba. Hiermee volgt ze Marciano Armaketo op. Op 21 april 2022 werd ze door president Chan Santokhi beëdigd tot ambassadeur voor Cuba. Voordat ze afreisde, ging ze voor een training naar Den Haag, samen met twee andere nieuwe ambassadeurs, Arun Hardin (voor India) en Gustaaf Samjadi (voor Venezuela). Op 7 juli overhandigde ze haar geloofsbrieven aan president Miguel Díaz-Canel. In maart 2024 trad ze daarbij aan als niet-residerend ambassadeur voor Jamaica.